# Clube Atlético Estudante Paulista
O Clube Atlético Estudantes Paulista foi um clube brasileiro de futebol da cidade de São Paulo. Fundado em 2 de junho de 1937 da união entre o Clube Atlético Estudantes de São Paulo e o Clube Atlético Paulista, suas cores eram preto, vermelho e branco.

## História
O Estudantes Paulista herdou do Clube Atlético Paulista o usufruto do Estádio Antônio Alonso, localizado na Rua da Mooca e do Clube Atlético Estudantes de São Paulo alguns dos melhores jogadores do futebol paulista, uma vez que esta agremiação havia sido fundada por alguns dos jogadores do São Paulo FC, em razão de sua fusão ao C.R. Tietê, em maio de 1935. Dentre outros feitos, classificou-se em 4º lugar no Campeonato Paulista de 1937.
No ano seguinte, o clube fez uma excursão ao Chile e ao Peru, mas, ao voltar, o empresário que agendou a excursão sumiu com o dinheiro, levando o clube quase à falência. Depois de jogar apenas uma partida pelo Campeonato Paulista, a equipe fundiu-se, curiosamente, com o São Paulo Futebol Clube, já refundado, elegendo para novo presidente da agremiação o médico Piragibe Nogueira que tinha ligação com ambos os clubes. A equipe utilizava camisa branca com listras pretas, calção e meias brancas.

## Participações em estaduais
- Primeira Divisão (atual A1): 1937